# Springtail Bluff
Das Springtail Bluff (englisch für Springschwanzklippe) ist ein steiles und nach Süden ausgerichtetes Felsenkliff im ostantarktischen Viktorialand. In den Anare Mountains grenzt es an die Osthälfte des Mount Hemphill und ragt westlich der Einmündung des Robertson-Gletschers in den Ebbe-Gletscher auf.
Die Nordgruppe einer von 1963 bis 1964 durchgeführten Kampagne im Rahmen der New Zealand Geological Survey Antarctic Expedition benannte das Kliff nach den hier gefundenen Arthropoden aus der Klasse der Springschwänze (lateinisch Collembola).